# Bussy-le-Grand
Bussy-le-Grand è un comune francese di 316 abitanti situato nel dipartimento della Côte-d'Or nella regione della Borgogna-Franca Contea.

## Società

### Evoluzione demografica
Abitanti censiti